# Bremerhaven (Schiff, 1920)
Die zweite Bremerhaven des Norddeutschen Lloyd (NDL) in Bremen war der zweite Neubau der Reederei nach dem Ersten Weltkrieg. Zusammen mit dem drei Monate zuvor gelieferten Schwesterschiff Vegesack wurde mit diesen kleinen Dampfern der Brasilien-Dienst der Reederei wieder aufgenommen. Ihre Größe ergab sich aus den Kapitulationsbedingungen.
1928 erfolgte der Umbau der Bremerhaven für einen Inseldienst des NDL von Ostasien, für den das Schiff eine Passagiereinrichtung erhielt. 1929 lief sie erstmals von Hongkong nach Rabaul. Ende 1936 wurde das Schiff nach Hongkong ausgeflaggt und in Island Trader umbenannt. 1938 wurde sie aus dem Dienst abgezogen und in der chinesischen Küstenfahrt eingesetzt. Im September 1939 wurde das wieder in Bremerhaven umbenannte Schiff in Dairen aufgelegt und im August 1940 nach Japan verkauft.
Unter ihrem neuen Namen Teiun Maru ging sie am 1. Januar 1942 westlich von Luzon nach einem Minentreffer verloren.

## Geschichte
1920 lieferte der Bremer Vulkan mit den kleinen Frachtern Vegesack und Bremerhaven die ersten Neubauten für den Wiederaufbau des Norddeutschen Lloyd
nach der Auslieferung aller größeren Seeschiffen als Folge des verlorenen Krieges. Ihre Größe von knapp unter 1600 BRT ergab sich aus den Kapitulationsbedungen, die den Bau größerer Schiffe für deutsche Reedereien nicht erlaubten.
Die unter der Baunummer 667 beim Bremer Vulkan gefertigte Bremerhaven lief am 9. November 1920 vom Stapel und wurde einen Monat später an den NDL ausgeliefert. Das 1566 BRT große, etwas über 75 Meter lange Schiff führte wie das Schwesterschiff Vegesack zuvor seine Jungfernreise nach Brasilien durch. Den Namen der Hafenstadt an der Wesermündung hatte beim NDL zuvor ein Raddampfer von 117 BRT getragen, der von 1872 bis 1893 genutzt wurde.
Mit dem Zulauf größerer Schiffe durch Neubauten und Rückkäufe ausgelieferter Schiffe wurden die beiden kleinen Frachter schon 1922 an die Tochtergesellschaft „Dampfschiffs-Rhederei Horn AG“ in Lübeck abgegeben. Als diese Gesellschaft Ende 1925 vollständig in den NDL integriert wurde, kamen beide Dampfer wieder zum NDL und wurden im Sommer 1926 wieder in Bremen registriert.
1928 suchten deutsche Produzenten in den früheren Südseegebieten einen Verlader für ihre Produkte und der NDL, wieder ein Südsee-Linie aufzubauen, die in Hongkong an die Ostasien-Linie Anschluss haben sollte. Die Bremerhaven wurde zu diesem Zweck umgebaut, erhielt ein größeres Deckshaus und eine Einrichtung für sieben europäische Kabinenpassagiere und 15 einheimische Fahrgäste (III. Klasse). Nach ihrer Überführung nach Ostasien machte das Schiff im Februar 1929 seine erste Reise von Hongkong nach Rabaul, wo sie am 7. März eintraf. Auf der ersten Reise wurden auch Madang, Peterhafen (Vitu-Inseln) und Calili angelaufen. Später folgten auch Vunapope, Takubar, Duke-of-York-Inseln, Alexishafen und Nagada Harbour. Die Linie wurde so gut angenommen und der NDL entsandte mit der Friderun ein zweites Schiff. Diese trat im November 1932 ihre erste Reise von Hongkong in die Südsee an.
Am 26. November 1932 lief die Bremerhaven auf der Rückfahrt von Neuguinea zirka 60 Seemeilen vor Hongkong nachts bei schwieriger See und schlechter Sicht auf eine chinesische Dschunke auf und riss ihr den Aufbau ab. Von den 34 Chinesen an Bord gingen acht über Bord. Sieben konnten gerettet werden. Die Bremerhaven schleppte das gerammte Schiff ein.
Die 1934 vom NDL geplante Verstärkung seines Südsee-Dienstes durch eine neue Direktlinie Australien-Südsee-Hongkong-China rief erheblichen Widerstand der australischen Konkurrenz hervor. Australien dehnte das Verbot des Küstenverkehrs für ausländische Reedereien auf die australischen Völkerbundmandate aus und ermöglichte Friderun und Bremerhaven nur noch das Anlaufen eines Hafens in Neuguinea. Das der Lloyd die australischen Maßnahmen hinnahm, führte zu einer Enttäuschung der Verlader und zu zusätzlichen Einbußen.
Der NDL glaubte die Anlaufverbote durch eine Ausflaggung der Bremerhaven ab 1936 umgehen zu können. Das Schiff in Hongkong für eine neugegründete Reederei registriert und in Island Trader umbenannt. Die chinesische Besatzung wurde durch Melanesier unter weißen Offizieren ersetzt.
Im April 1938 zog der NDL das Schiff endgültig nach China ab und benannte es wieder Bremerhaven. Später wurde sie im Zubringerdienst zwischen Dairen (Mandschukuo) und Osaka eingesetzt. Am 6. September 1939 traf sie unter Kapitän Claas Albers aus Osaka in Dairen ein und wurde aufgelegt.
Am 6. August 1940 wurde sie an Japan verkauft.

### Das Ende alsTeiun Maru
Unter staatlicher Kontrolle wurde das Schiff ab Januar 1941 eingesetzt und der Transporterflotte als Teiun Maru zugewiesen. Sie gehörte zu den Schiffen, die die japanischen Angreifer zu den Philippinen transportierten. Mit über 200 Mann Personal für die Errichtung von Flugfeldern, zwei Landungsbooten und Militärgut lief sie am 31. Dezember 1941 aus Currimao nach Damortis am Golf von Lingayen aus.
Am 1. Januar 1942 erhielt sie im Golf von Lingayen einen Minentreffer in einer von den Japanern selbst gelegten Sperre und sank innerhalb von 3 Minuten. Die gesamte Ladung und 134 Mann gingen verloren als das Schiff auf der Position 16° 11′ 0″ N, 120° 18′ 0″ O
sank.

## Schicksal des Schwesterschiffs
| Stapellauf in Dienst  | Name     | Tonnage           | BauNr. | Schicksal |
| 30.08.1920 25.09.1920 | Vegesack | 1566 BRT 2435 tdw | 664    | 1920 Brasiliendienst, 1922 Horn AG, 1926 NDL, im Argo.Dienst, 1932 Verkauf an die Sowjetunion: Ola, Wladiwostok, 1960 nicht mehr vorhanden |